# August Maria Raymond van Arenberg
August Maria Raymond, prins van Arenberg, ook genaamd de graaf van der Mark, (Brussel, 30 augustus 1753 - aldaar, 26 september 1833) was een Zuid-Nederlands militair en politicus ten tijde van de Franse Revolutie.

## Biografie
Hij was de jongere zoon van Karel Maria Raymond van Arenberg en Louise Margaretha van der Mark. Zijn grootvader Lodewijk Engelbert van der Mark was de laatste uit het geslacht van der Mark (tak Lummen). Om de familietradities in stand te houden, stelde hij voor dat zijn kleinzoon August Maria Raymond het infanterieregiment van het Franse leger waarvan hij eigenaar was en dat zijn naam droeg, zou overnemen. Deze zou de titel graaf van der Mark aannemen bij de dood van zijn grootvader.
August Maria Raymond werd zo de enige Arenberg in militaire dienst van Frankrijk. Dit kon omdat de Arenbergs geen Oostenrijks onderdaan waren, maar zelf soeverein heerser over hun eigen staatje Arenberg waren.
In 1783 was hij met zijn regiment in Indië, waar hij gewond raakte in de Slag bij Cuddalore in de rand van de Amerikaanse Onafhankelijkheidsoorlog. Terug in Parijs (1784 ) raakte hij gewond in een duel met de Zweedse officier Charles Adrien de Peyron, die hierbij het leven liet. Van der Mark bouwde daaropvolgend zijn carrière als officier verder uit.
In 1788 ontmoette hij Mirabeau. Vanaf het volgende jaar zou er zich, doorheen de Franse Revolutie, een warme vriendschap en intense correspondentie tussen beide mannen ontwikkelen.
Van der Mark was in 1774 getrouwd met de markiezin van Cernay en hierdoor heer van Raismes geworden. Hierdoor kreeg hij zitting, als vertegenwoordiger van de adel, in de Staten-Generaal toen die in 1789 voor het eerst in 175 jaar werden samengeroepen. Na de omvorming tot Nationale Grondwetgevende Vergadering was Van der Mark samen met Mirabeau voorstander van een constitutionele monarchie. 
In de Brabantse Omwenteling in de Zuidelijke Nederlanden koos Van der Mark de partij van de vonckisten. Toen deze revolutie mislukte en het Oostenrijkse regime werd gerestaureerd, vluchtte Van der Mark terug naar Frankrijk.
Mirabeau stierf in april 1791 en benoemde Van der Mark tot executeur-testamentair. De radicaliserende revolutie ontnam hem het commando over zijn regiment dat werd omgevormd tot het 77ste infanterieregiment. Hierna was er nog weinig dat Van der Mark in Frankrijk bond. Na het afsluiten van de Nationale Grondwetgevende Vergadering verliet Van der Mark Frankrijk en stelde zich ter beschikking van de Oostenrijkse keizer. 
Keizer Leopold II benoemde Van der Mark tot generaal-majoor, maar zou hem enkel diplomatieke, geen militaire missies toevertrouwen. 
In 1814 keerde hij terug uit zijn ballingschap in Wenen en vestigde zich in Brussel. Koning Willem I der Nederlanden benoemde hem nog tot luitenant-generaal in het Nederlandse leger. Zijn laatste jaren zou August Maria Raymond zich bezighouden met zijn memoires en met het archief van Mirabeau, en met het verzamelen van kunstwerken.

## Kunstverzameling
In het Arenbergpaleis verzamelde hij kunstwerken uit de Hollandse, Vlaamse en Franse school, waarvan in 1859 een catalogus is uitgegeven.